# Chloroclystis rufitincta
Chloroclystis rufitincta là một loài bướm đêm trong họ Geometridae.